# Puente de la Iguana

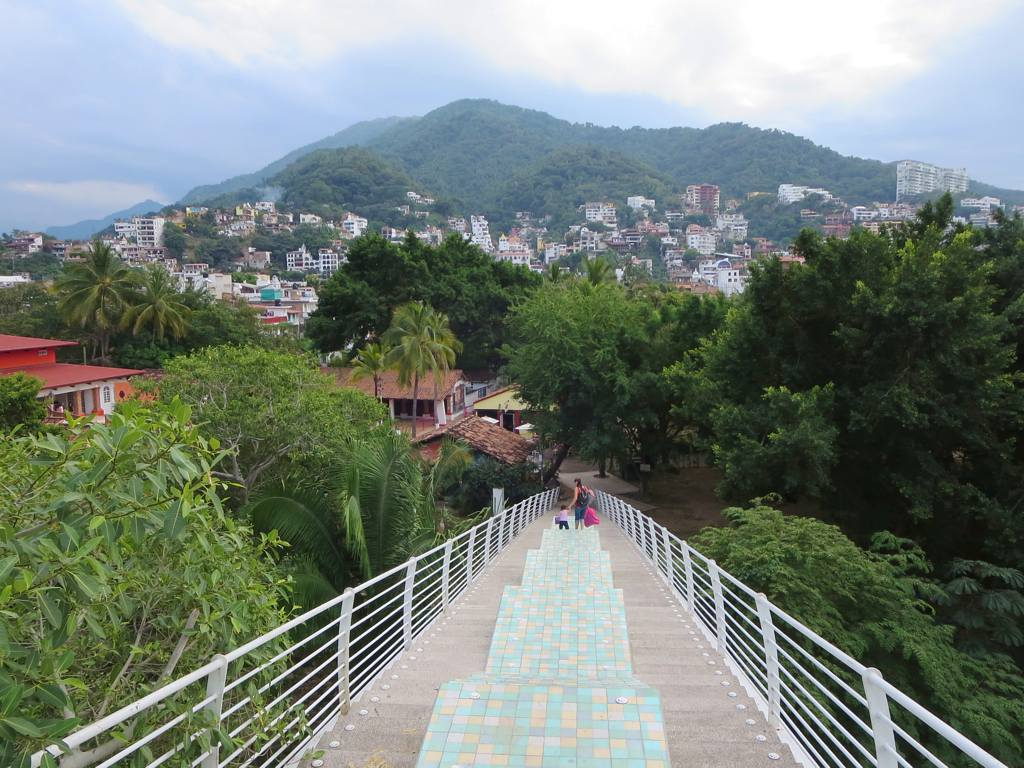
El puente desde Gringo Gulch

El Puente de la Iguana es un puente peatonal ubicado en Puerto Vallarta, en el estado mexicano de Jalisco.
Completado en 2012, conecta la Isla Cuale con el sector conocido como Gringo Gulch. El puente recibe su nombre de la iguana, un animal que también sirvió de inspiración. Los pasamanos metálicos están pintados de blanco. En el medio de los escalones principales hay escalones que están cubiertos con mosaicos verdes y amarillos.